# Chaerilus tichyi
Espèce
Chaerilus tichyi est une espèce de scorpions de la famille des Chaerilidae.

## Distribution
Cette espèce est endémique du Pahang en Malaisie.

## Description
Le mâle holotype mesure 70,9 mm et la femelle paratype 75,4 mm.

## Étymologie
Cette espèce est nommée en l'honneur de Vladimír Tichý.

## Publication originale
- Kovařík, 2000 : Revision of family Chaerilidae (Scorpiones), with descriptions of three new species. Serket, vol. 7, no 2, p. 38-77 (texte intégral).